# Marco Majouga
Marco Ludivin Majouga (Tolosa, 9 maggio 2001) è un calciatore francese naturalizzato centrafricano, attaccante svincolato.

## Caratteristiche tecniche
È un'ala destra.

## Carriera

### Club
Cresciuto nel settore giovanile del Nîmes, debutta in prima squadra il 27 settembre 2020 giocando l'incontro di Ligue 1 pareggiato 1-1 contro il Lens.

### Nazionale
Nel 2023 ha esordito in nazionale.

## Statistiche
Statistiche aggiornate al 20 dicembre 2020.

### Presenze e reti nei club
| Stagione        | Squadra         | Campionato      | Campionato | Campionato | Coppe nazionali | Coppe nazionali | Coppe nazionali | Coppe continentali | Coppe continentali | Coppe continentali | Altre coppe | Altre coppe | Altre coppe | Totale | Totale | Totale |
| Stagione        | Squadra         | Comp            | Pres       | Reti       | Comp            | Pres            | Reti            | Comp               | Pres               | Reti               | Comp        | Pres        | Reti        | Pres   | Reti   |        |
| --------------- | --------------- | --------------- | ---------- | ---------- | --------------- | --------------- | --------------- | ------------------ | ------------------ | ------------------ | ----------- | ----------- | ----------- | ------ | ------ | ------ |
| 2018-2019       | Nîmes 2         | N2              | 5          | 0          |                 | -               | -               |                    | -                  | -                  |             | -           | -           | 5      | 0      |        |
| 2019-2020       | Nîmes 2         | N2              | 18         | 1          |                 | -               | -               |                    | -                  | -                  |             | -           | -           | 18     | 1      |        |
| 2020-2021       | Nîmes 2         | N3              | 3          | 1          |                 | -               | -               |                    | -                  | -                  |             | -           | -           | 3      | 1      |        |
| 2020-2021       | Nîmes           | L1              | 5          | 0          | CF              | 0               | 0               |                    | -                  | -                  |             | -           | -           | 5      | 0      |        |
| Totale carriera | Totale carriera | Totale carriera | 31         | 2          |                 | 0               | 0               |                    | -                  | -                  |             | -           | -           | 31     | 2      |        |